# Maryn (prefekt)
Marinus – prefekt pretorium Wschodu w latach ok. 512–515.
Pochodził z Apamei. Był głównym doradcą Anastazjusza w przeprowadzonej przez niego reformie finansowej i podatkowej, która zakończyła się sukcesem i przyniosła Marynowi duży majątek. Jednak reforma finansowa, jak też i popieranie przez niego monofizytyzmu spowodowało nienawiść mieszkańców Konstantynopola do niego. W 515 dowodził flotą podczas walk z Witalianem, mimo że zajmował wówczas cywilne stanowisko. Po objęciu władzy przez Justyna I Maryn na krótko objął stanowisko prefekta. 